# Aeroporto Internazionale Kotoka
L'aeroporto internazionale Kotoka di Accra è la più importante struttura aeroportuale del Ghana ed è in grado di gestire l'operatività di grandi velivoli come il Boeing 747-400. Lo scalo è gestito dal Ghana Civil Aviation Authority. L'aeroporto è stato il principale hub per Ghana International Airlines, che ha cessato le attività nel 2010. Resta un importante scalo per l'Africa occidentale, con oltre 2 milioni e 800 mila passeggeri nel 2019. È inoltre sede di un'importante base delle Forze aeree del Ghana.
Nel 1967 la struttura fu intitolata al colonnello Emmanuel Kotoka che fu ucciso nei pressi dell'aeroporto.
I nuovi terminal degli arrivi e delle partenze furono inaugurati nel 2004 ma privi dei tunnel di accesso e sbarco dagli aeromobili, al posto dei quali sono in servizio gli autobus.
L'aeroporto è inoltre sede di una mostra permanente di opere dell'artista ghanese Emmanuel Yaw Oboubi.